# Fridtjof (bergspass)
Fridtjof är ett bergspass i Antarktis. Det ligger i Västantarktis. Argentina, Chile och Storbritannien gör anspråk på området.
Terrängen runt Fridtjof är huvudsakligen kuperad, men åt sydost är den platt. Havet är nära Fridtjof österut.  Trakten är obefolkad. Det finns inga samhällen i närheten. 